# Juanmi Latasa
Juan Miguel Latasa Fernández de Layos (Madrid, España, 23 de marzo de 2001), es un futbolista español que juega como delantero en el Real Valladolid C. F. de la Segunda División de España.

## Trayectoria
Tras formarse como futbolista en las categorías inferiores del Real Madrid C. F., finalmente en 2021 debutó con el segundo equipo el 4 de septiembre de 2021 contra Las Rozas C. F., encuentro que finalizó con empate a uno. El 15 de mayo de 2022 debutó con el primer equipo en La Liga contra el Cádiz C. F. El 26 de agosto de ese mismo año fue cedido, con opción de compra, al Getafe C. F. para la temporada 2022-23. En agosto del 2024 fue traspasado al Real Valladolid, equipo de la primera división española en esa temporada.

## Estadísticas

### Clubes
Actualizado al último partido disputado el 24 de mayo de 2025.
| Club                                | Div.          | Temporada     | Liga  | Liga  | Copas nacionales | Copas nacionales | Copas internacionales | Copas internacionales | Total | Total |
| Club                                | Div.          | Temporada     | Part. | Goles | Part.            | Goles            | Part.                 | Goles                 | Part. | Goles |
| ----------------------------------- | ------------- | ------------- | ----- | ----- | ---------------- | ---------------- | --------------------- | --------------------- | ----- | ----- |
| Real Madrid Castilla C. F. · España | 2.ª B         | 2019-20       | 5     | 0     | ―                | ―                | ―                     | ―                     | 5     | 0     |
| Real Madrid Castilla C. F. · España | 2.ª B         | 2020-21       | 16    | 5     | ―                | ―                | ―                     | ―                     | 16    | 5     |
| Real Madrid Castilla C. F. · España | 1.ª F         | 2021-22       | 30    | 13    | ―                | ―                | ―                     | ―                     | 30    | 13    |
| Real Madrid Castilla C. F. · España | Total club    | Total club    | 51    | 18    | 0                | 0                | 0                     | 0                     | 51    | 18    |
| Real Madrid C. F. · España          | 1.ª           | 2021-22       | 1     | 0     | 0                | 0                | 0                     | 0                     | 1     | 0     |
| Real Madrid C. F. · España          | Total club    | Total club    | 1     | 0     | 0                | 0                | 0                     | 0                     | 1     | 0     |
| Getafe C. F. · España               | 1.ª           | 2022-23       | 18    | 1     | 3                | 1                | ―                     | ―                     | 21    | 2     |
| Getafe C. F. · España               | 1.ª           | 2023-24       | 32    | 2     | 4                | 3                | —                     | —                     | 36    | 5     |
| Getafe C. F. · España               | Total club    | Total club    | 50    | 3     | 7                | 4                | 0                     | 0                     | 57    | 7     |
| Real Valladolid C. F. · España      | 1.ª           | 2024-25       | 28    | 3     | 3                | 2                | —                     | —                     | 31    | 5     |
| Real Valladolid C. F. · España      | Total club    | Total club    | 28    | 3     | 3                | 2                | 0                     | 0                     | 31    | 5     |
| Total carrera                       | Total carrera | Total carrera | 130   | 24    | 10               | 6                | 0                     | 0                     | 139   | 30    |

## Palmarés

### Campeonatos internacionales
| Título                    | Club              | Sede  | Año     |
| ------------------------- | ----------------- | ----- | ------- |
| Liga de Campeones juvenil | Real Madrid C. F. | Suiza | 2019-20 |